# Agrochola lynchnidis
Agrochola lynchnidis là một loài bướm đêm trong họ Noctuidae.